# Єлизавета Шведська
Єлизавета Густавсдоттер Ваза (швед. Sofia Gustavsdotter Vasa; 5 квітня 1549 — 20 листопада 1597) — шведська принцеса. Наймолодша п'ята дочка короля Швеції Густава I і його другої дружини Маргарити Лейонхувуд. Герцогиня Мекленбург-Гадебуша у шлюбі з Крістофом Мекленбургским.

## Життєпис

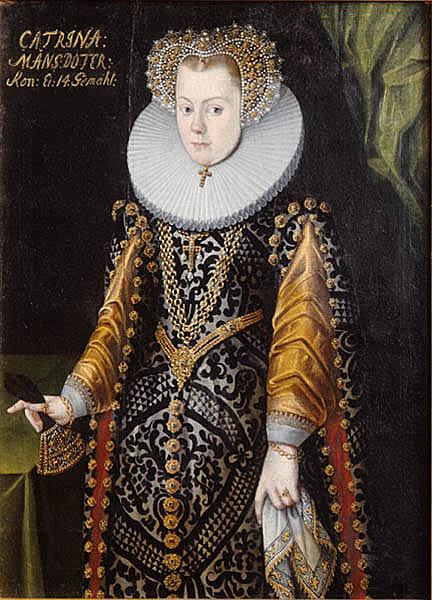
Портрет приблизно 1580 року, на якому, можливо, зображена Єлизавета Шведська; існує також припущення, що це портрет королеви Карін Монсдоттер.

На відміну від своєї старшої сестри Софії, яка була найнещаснішою з дітей Густава Вази, принцеса Єлизавета найщасливішою. Вона була веселою і врівноваженою особистістю. Єлизавету описували як красиву блондинку. Портрет, який, як спочатку вважалося зображував королеву Карін Монсдоттер, тепер вважається, що належать ній.

### Шлюбні плани
У 1562 році принцеса Єлизавета побралася з Крістофом, третім сином Альбрехта VII, герцога Мекленбург-Гюстровського. Однак незабаром після цього він був узятий в заручники і кілька років пробув в полоні; заручини вважалася розірваними. Протягом кількох років її брати вели переговори з приводу її шлюбу, намагаючись забезпечити максимально вигідний політичний і економічний союз з благородними будинками як Німеччини, так і Італії. Серед розглянутих кандидатів був великий герцог Тоскани.
У 1574 році були укладені домовленості між її братом королем Юганом III і вдовуюча королева Франції Катерина Медічі про її шлюб з королем Генріхом III. Катерина Медічі вважала Єлизавету підходящою кандидатурою, бо не хотіла, щоб її син одружився з королівською принцесою; такий союз вважався вигідним для збереження французького впливу в Польщі, а також тому, що Франція отримала б союзника за межами земель Габсбургів, які оточували французькі території. Французькому послу було доручено привезти портрет Єлизавети, про яку він написав наступне: «Мене запевнили, що вона дуже красива, володіє гострим розумом, приємна у спілкуванні, має гарну фігуру і поставу… всі відзначають її надзвичайну скромність; по правді кажучи, сір, кожен, хто знає її, захоплюється її добродіянням… Вона знаходить задоволення грі на вірджинелі, на якому грає краще, ніж більшість інших, вона також грає на лютні, і у неї м'який характер».

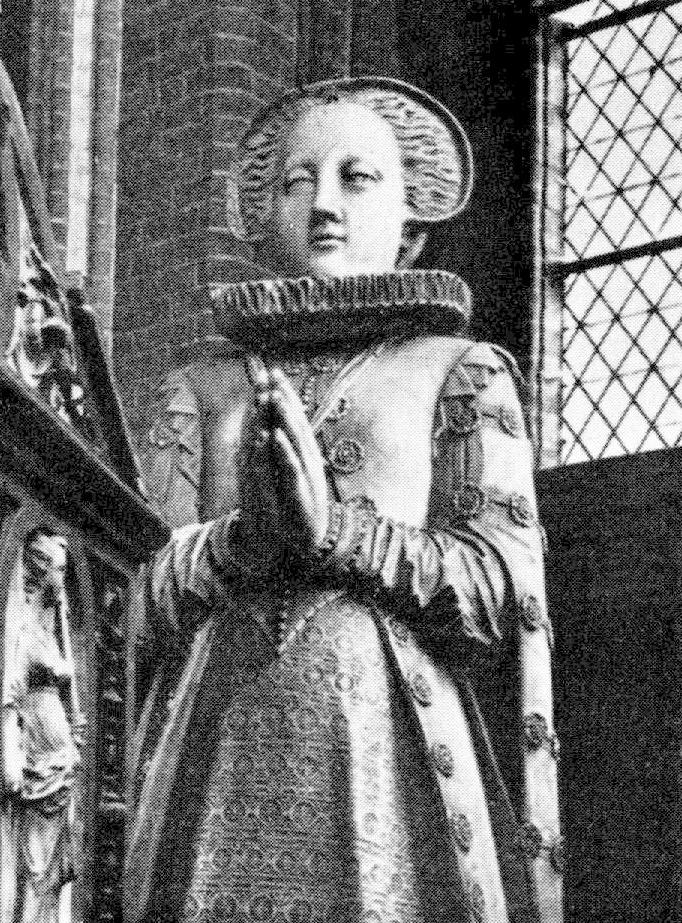
Пам'ятник Єлизаветі на Шведській могилі її чоловіка у Шверинському соборі.

Все було вже майже вирішено, коли французький король несподівано оголосив, що давно вирішив одружитися з Луїзою Лотаринзькою.
Сама Єлизавета досить щасливо жила при шведському дворі і очевидно не жалкувала, що переговори про шлюб провалилися. У неї був свій власний двір, і вона відповідала за виховання незаконнонароджених дітей своїх братів. Карін Монсдоттер була однією з її фрейлін до того, як стала коханкою, а потім і дружиною брата Єлизавети, короля Еріка XIV. Коли Ерік був повалений в 1568 році, вона остання залишила його, попливши на човні разом зі своєю мачухою, вдовуючою королевою Катаріною, і своєю сестрою принцесою Софією. Часто їй доводилось виступати посередницею і мирити своїх братів і сестер, що постійно сварилися.

### Шлюб і пізня життя
У 1577 році її розірвані заручини з Крістофом Мекленбургским, що не задовго до цього став удівцем, була відновлена, і 14 травня 1581 року вони одружилися. Вона виїхала до Німеччини і оселилися з чоловіком в Шверіні. Те, що вони стільки часу чекали один одного показує, що це був не просто шлюб за домовленістю, але і любовний союз. Судячи з їхніх листів можна зрозуміти, що їхній шлюб був щасливішим, ніж більшість королівських союзів того часу. У них був лише одна дитина, що вижила — дочка Маргарита Єлизавета (1584—1616), яка в 1608 році вийшла заміж за герцога Йоганна Альбрехта II Мекленбурзького.
У 1592 році Єлизавета Ваза стала вдовою, а наступного року повернулася до Швеції. Вона несподівано померла у 1597 році під час переговорів про інший можливий шлюб. У Шверинському соборі для Єлизавети і її чоловіка був споруджений могильний пам'ятник, проте врешті-решт вона була похована в могилі свого батька в Уппсальському соборі.